# Jurowce (Basses-Carpates)
Pour les articles homonymes, voir Jurowce.
Jurowce est une localité polonaise de la gmina et du powiat de Sanok en voïvodie des Basses-Carpates.